# بهشية
البَهْشِيِّة  أو الإيلكس (باللاتينية: Ilax) جنس من النباتات من الفصيلة البهشية (باللاتينية: Aquifoliaceae) يتميز بأوراقه المصقولة شائكة الأطراف وزهره الصغير الضارب للبياض.

## من أنواعها
- البهشية الأرجوانية (باللاتينية: Ilex purpurea) أو الصينية (باللاتينية: Ilex chinensis)
- البهشية البرازيلية (باللاتينية: Ilex brasiliensis)
- البهشية البراغوانية التي تنتج منها (باللاتينية: Ilex paraguariensis) المتة
- البهشية البرية الأزهار (باللاتينية: Ilex florifera)
- البَهْشِيِّة الجامايكية (باللاتينية: Ilex jamaicana)
- البَهْشِيِّة الجبلية (باللاتينية: Ilex montana)
- البَهْشِيِّة الزغباء (باللاتينية: Ilex puberula)
- البهشية الشاحبة (باللاتينية: Ilex pallida)
- البهشية الشبكية (باللاتينية: Ilex reticulata)
- البهشية الصغيرة الثمار (باللاتينية: Ilex parvifructa)
- البَهْشِيِّة الطرية (باللاتينية: Ilex mitis)
- البهشية الظلامية (باللاتينية: Ilex opaca)
- البَهْشِيِّة العريضة الأوراق (باللاتينية: Ilex latifolia)
- البهشية الغامضة (باللاتينية: Ilex occulta)
- البهشية الكبيرة الأزهار (باللاتينية: Ilex grandiflora)
- البَهْشِيِّة الكرزية الأوراق (باللاتينية: Ilex cerasifolia)
- البَهْشِيِّة الكنارية (باللاتينية: Ilex canariensis)
- البهشية المائية الأوراق (باللاتينية: Ilex aquifolium)
- البهشية المتطاولة (باللاتينية: Ilex oblonga)
- البَهْشِيِّة المجعدة (باللاتينية: Ilex sulcata)
- البهشية المخروطية الثمار (باللاتينية: Ilex conocarpa)
- البهشية المرداء (باللاتينية: Ilex glabra)
- البَهْشِيِّة المفرضة (باللاتينية: Ilex crenata)
- البهشية المفتوحة (باللاتينية: Ilex patens)
- البَهْشِيِّة النارية (باللاتينية: Ilex ignicola)
- البهشية الهامشية (باللاتينية: Ilex marginata)

## روابط خارجية
- Eichhorn، Markus (مارس 2011). "The Holly Tree". Test Tube. Brady Haran for the جامعة نوتنغهام. مؤرشف من الأصل في 2019-06-03.